# کریستیان اشمیت
کریستیان اشمیت (انگلیسی: Hans Christian Friedrich Schmidt؛ زادهٔ ۲۶ اوت ۱۹۵۷) یک سیاست‌مدار اهل آلمان است.